# Femkamp (atletik)
Femkamp eller Pentathlon er en atletikdiscplin, som har sin oprindelse i de Olympiske Lege og andre Panhellenske Lege i Oldtidens Grækenland. Navnet Pentathlon er græsk og betyder fem konkurrencer. De fem discipliner var stadion et kort løb, brydning, længdespring, spydkast og diskoskast. Pentatleterne blev betragtet som værende blandt de bedste atleter og deres træning var ofte en del af militærtjenste idet hver af de fem discipliner blev betragtet som nyttig i kamp. 

## Antikkens olympiske lege
Vinderen af stadion blev betragtet som vinderen af de samlede lege, og var ofte det eneste navn, som blev husket fra Legene, især i den ældste periode. Hvis den samme mand vandt længdespring, diskoskast og spydkast, var der ingen grund til at afvikle stadion og brydning, om end de blev afviklet som særskilte konkurrencer. Brydning foregik i en sandgrav uden for Zeusstatuen i Olympia mens alle de øvrige konkurrencer foregik på stadion. Brydning og diskoskast fulgte grundlæggende de samme regler som i dag (selv om teknikkerne, som atleterne bruger kan have været lidt anderledes), men de andre havde mindre forskelle. I spydkast brugte man en læderstrop i stedet for at holde ved spyddet selv. Stadion var et sprint som i Olympia var på omkring 192 meter, hvilket er længere end vore dages 100 meter løb, men kortere end alle de andre antikke løbekonkurrencer. 
Længdespring er nok det som har ændret sig mest. En længdespringer brugte vægte, kaldet haltere, til at drive sig selv frem med fra stående stilling. Længdespringet bestod formentlig af 5 på hinanden følgende spring, mere i stil med moderne trespring (ellers ville springlængder som ofte var mere end 15 meter synes ganske umulige)
Deltagere i spydkast og diskoskast fik 5 forsøg hver og kun deres længste forsøg talte. Det er muligt, at der i længdespring også var 5 forsøg. 
I de klassiske Lege var der tradition for, at alle discipliner blev udført i nøgen tilstand.

## Moderne Olympiske Lege
Udover moderne femkamp har der også været en femkamp i atletik for mænd og kvinder i de moderne Olympiske Lege. Den første olympiske femkamp for mænd var i 1912 i Stockholm og for kvinder i Tokyo i 1964 – 1980. 
Mændenes femkamp består i rækkefølge af: 
1. Længdespring
2. Spydkast
3. 200 meter
4. Diskoskast
5. 1500 meter

Kvindernes femkamp bestod i rækkefølge af: 
1. 80/100 meter hæk
2. Kuglestød
3. Højdespring
4. Længdespring
5. 200/800 meter

Fra 1972 blev 80 meter hæk ændret til 100 meter hæk og fra 1976 blev 200 ændret til 800 meter. 
Spydkast og 200 meter løb blev tilføjet ved de Olympiske Lege i 1984 i Los Angeles og herved skabtes kvindernes syvkamp.

### Andre femkampe
Der afvikles årligt danske mesterskaber i to andre slags femkamp, nemlig kastefemkamp og indendørs femkamp i DAF regi.
Kastefemkampen finder typisk sted for alle aldersklasser i den næstsidste weekend i august ved et separat stævne og indeholder disciplinerne: hammerkast, kuglestød, diskoskast, spydkast og vægtkast.
Den indendørs femkamp starter med 60m hækkeløb, højdespring, kuglestød og længdespring og slutter med 1000m for mænd og 800m for kvinder. De danske indendørsmesterskaber afvikles typisk i februar-marts.